# Stoet van Canteclaer

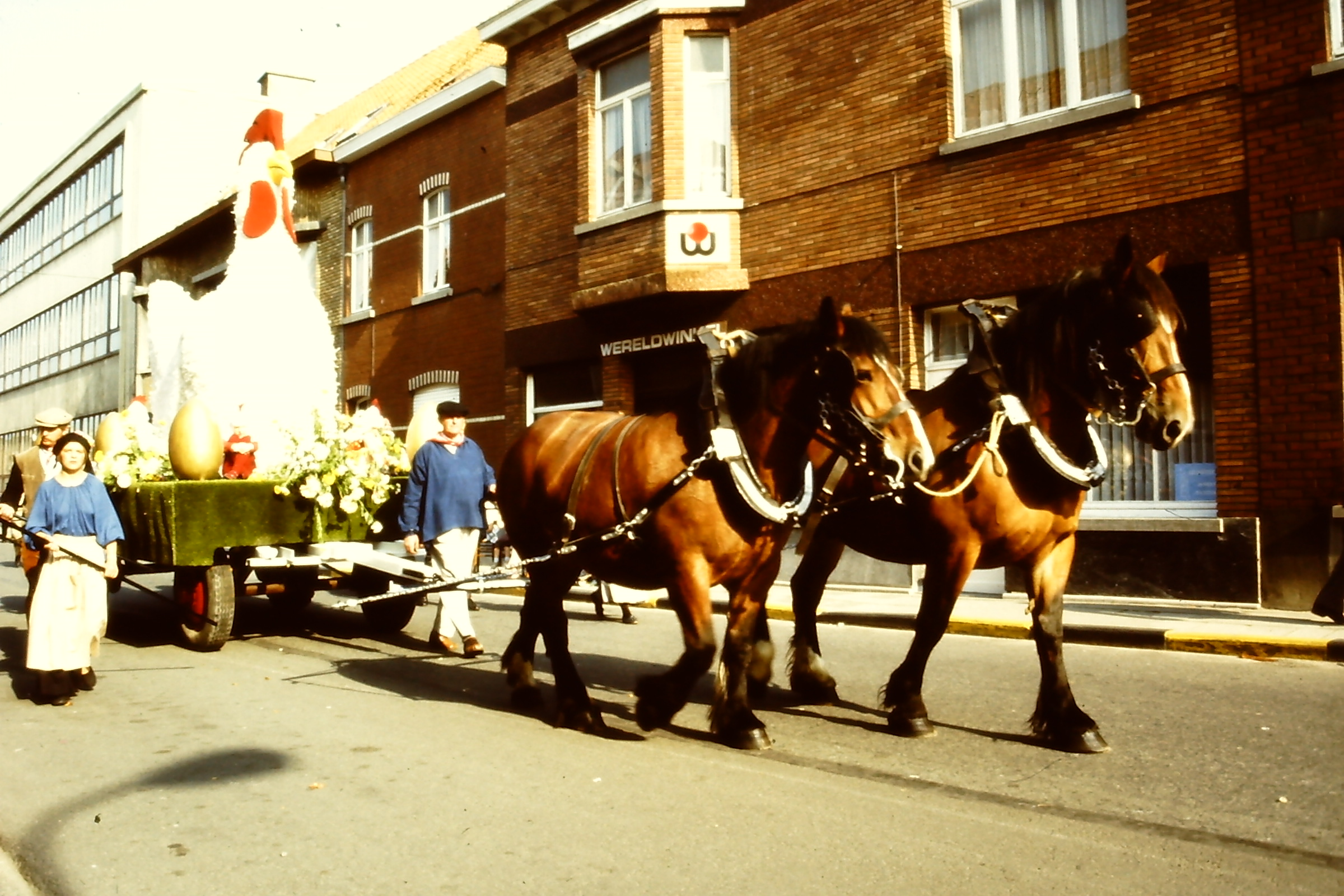
Kip met de gouden eieren

De stoet van Canteclaer, in de volksmond bekend als 'De Canteclaerstoet', is een folkloristische optocht die elke vijf jaar door de straten van Deinze trekt. In 2017 was de stoet aan zijn vierentwintigste editie toe en bestond hij vijfenvijftig jaar. De stoet wordt voorafgegaan door een publiciteitsstoet waarin de middenstand van Deinze en omliggende gemeenten de kans grijpt om reclame te maken.

## Geschiedenis
In 1961 ontstond het idee om te feesten bij de toekenning van de Nationale Prijzencommissie voor het Levend Pluimvee aan Deinze.

### De naam Canteclaer
De naam "Canteclaer" werd naar voor geschoven in 1961 door de toenmalig voorzitter van de Deinze Kunst- en Oudheidkundige Kring, Luc Matthijs. Hij verwees hiermee naar het Middelnederlandse dierenepos "Van den Vos Reynaerde".
De naam Canteclaer verwijst naar de Europese rol van de Deinse kippenmarkt. Als centrale figuur in het dierenepos wordt Canteclaer naar voor gebracht als de forse en fiere haan. Hij is tot leven gebracht in een van de meest opvallende reuzen uit de reuzenfamilie die de stoet voorop loopt. Zo ontstond in november 1961 het Comité van Canteclaer dat in de eerste plaats een stoet wou oprichten met de kiekenmarkt als thema.

### Het ontstaan
Na de oprichting van het Comité van Canteclaer begon de planning. Naar aanvang van de Deinse Lentefoor worden de eerste Canteclaerfeesten georganiseerd in het weekend van 7-8 april 1962. Het was de bekende stoetenbouwer Frans Vromman uit Brugge, die de leiding nam over de allereerste Stoet Van Canteclaer. Verschillende praalwagens zoals ‘Het Neerhof’, ‘De Kip’, ‘de Paasklok’ en de reuzen ‘Canteclaer’ en ‘Roede’ zijn er al van de eerste editie bij. Samen met de stoet werd ook een eerste verkiezing georganiseerd voor Prins Canteclaer. Michel Vermaercke was de eerste die deze eer mocht opspelden.
In 1965 wordt in samenwerking met de Deinse Universitaire Club (den DUC) voor het eerst het Jaarlijks bal van Canteclaer georganiseerd. Dit bal is een van de oplossingen om het comité uit de rode cijfers te halen waar ze sinds de eerste stoet mee te maken hebben. Tijdens dat jaar wordt voor het eerst een prinses Canteclaer verkozen en een prins Canteclaer aangesteld. Het begin van de nog steeds durende traditie. De Stoet wordt in 1965 grondig vernieuwd en krijgt er direct vier nieuwe reuzen bij: Kraaiert, Cantaert, Pinte en Sproete.
Tot 1972 loopt alles zijn gewone gang en kan de stoet, tot grote vreugd van de Deinzenaren, jaarlijks georganiseerd worden. Na de stoet van 1972 wordt het Comité op non-actief geplaatst. Dit door zowel financiële problemen als door het overlijden van de voorzitter Eugène Duyck.
In 1975 pikt men de draad weer op, en beslist men de stoet slechts om de drie jaar te organiseren. Het Canteclaercomite, met Stefaan De Baere als voorzitter, beperkt zich de komende jaren tot het inrichten van de driejaarlijkse stoet en het Canteclaerbal met de prinsesverkiezing. De eierworp die tot op dan gedaan werd vanuit een vliegtuig na de stoet wordt verplaatst naar de jaarmarkt. Tot op heden blijft men deze traditie in ere houden.
Na alle financiële zorgen beslist het Comité in 1984 om inkomgelden te vragen voor de stoet. Door deze beslissing konden ze in 1987 het vijfentwintigjarig bestaan van Canteclaer uitgebreid vieren. De stoet werd door de toenmalige VRT opgenomen en later uitgezonden, andere programma's kwamen filmen en er was een tentoonstelling in de bibliotheek over "25 jaar Canteclaer" met een hele reeks archiefbeelden. De stoet zelf zag er piekfijn uit en was helemaal vernieuwd. De Deinzenaren en hun stoet herleefden weer.
In 1993 is het woord vernieuwing in een andere en ruimere zin toepasbaar. De stoet krijgt er een volledig nieuwe gedeelte rond de geschiedenis van de stad Deinze bij.
Pas in 2002 krijgt de Stoet van Canteclaer, voor het eerst in zijn geschiedenis, te maken met uitermate slecht weer. Alles viel dan ook letterlijk in het water. Praalwagens waren doorweekt, figuranten onderkoeld. Het comité kreeg het opnieuw zwaar te verduren en alweer werd beslist een pauze te nemen. De Stoet van Canteclaer wordt sindsdien vijfjaarlijks georganiseerd.
Het comité ging aan de slag met stoetenbouwer Etienne Mommerency. Een nieuwe reus werd gedoopt, Krieltje Kakelkont, een personage uit de boeken van Marc De Bel, vervoegde de Deinse reuzenfamilie. Zij vervoegde de Stoet van Canteclaer in 2007.
Groots feest was het in 2012 voor het 50-jarig bestaan van Canteclaer. Deinse Tourwinnaar van 1926, Lucien Buysse, ere-inwoner van Deinze, wordt tijdens de editie van 2012 vereeuwigd als reus en toegevoegd aan de Deinse reuzenfamilie. Het Deinse Stadsbestuur, Het Comité van Canteclaer en het Lucien Byusse Comité zien het als een eerbetoon aan de ondertussen overleden wielergod.

## Inhoud van de stoet
De stoet van Canteclaer bestaat uit drie delen. Eerst 'Deinze in de geschiedenis', gevolgd door het onderdeel 'Deinze "in den tijd"' en afgesloten met 'Canteclaer, de kip in woord en beeld'. Ongeveer 1200-1500 figuranten nemen elke keer deel aan de stoet. De inhoudelijke volgorde wordt vaak gewijzigd en aangevuld naargelang de mogelijkheden van dat jaar. Zo waren de edities van 1987 en 2012 vele uitgebreider dan andere jaren en namen groepen van heinde en ver deel aan het festijn.
De stoet van Canteclaer wordt traditioneel geopend door de Koninklijke Harmonie Sint-Cecilia Deinze op de voet gevolgd door reuzen Canteclaer en Roede. Zij zijn reeds sinds de eerste editie van de partij.

### Deinze in de geschiedenis
Tijdens dit onderdeel maken we een korte reis door de geschiedenis van Deinze. De Noormannen, zij trekken met hun schip langs het parcours van de stoet. Ook de Heilige Poppo, afkomstig uit Deinze, wordt uitgebeeld. Sinds 2011 is er ook een Sint-Poppoplein in Deinze. Wat verder in dit onderdeel komt de voorstelling het nieuwe wapenschild aan bod, ondersteund door middeleeuws muziekkorps en afgesloten door de magistraten die het vonnis betekenen.
Vanaf de dertiende eeuw vindt in Deinze de jaarmarkt plaats. Dit is een nog steeds bestaande jaarlijkse traditie. Tijdens de stoet wordt de jaarmarkt uitgebeeld door narren, speellieden en verkopers.
De stadshal werd verwoest door een hevige brand in 1792. Aangezien hij het symbool van de Deinse vrijheden en stadsrechten is, heeft hij een opvallende plaats in de stoet. De Koninklijke Steltenlopers van de Stichting Langevelde 1945 uit Merchtem worden op de voet gevolgd door een schapenkudde die de vele rondtrekkende kuddes van vroeger representeren. Vervolgens volgen verschillende middeleeuwse taferelen met onder andere paard en koets. Nadien volgt onder luid trommelgeroffel de confrerie imperial. Pinte, Sproete en Coppe (drie van de vijf reuzenkinderen) vervoegen hier de stoet.
Even verderop zien we scenes uit de Grote Oorlog van 14-18, moeder en kind op de vlucht, de Belgische militairen met een authentiek oorlogsvoertuig. Vervolgens volgt Keizer Wilhelm die op zijn paarden door België paradeert. Zij krijgen het gezelschap van Kraaiert en Cantaert.
De verbroedering van Deinze met het Duitse Rheinbach, sinds 1982, krijgt tijdens de stoet ook voldoende aandacht. Het narrenkorps 'Blau-Gold' is dan ook in vol ornaat aanwezig.
Het geschiedkundig deel van de Stoet van Canteclaer wordt afgerond met een praalwagen die symbool staat voor Deinze en al zijn deelgemeentes. Op deze praalwagen zien we een schilder die een traditioneel Leielandschap schildert. Een van de vele typerende zaken van Deinze.

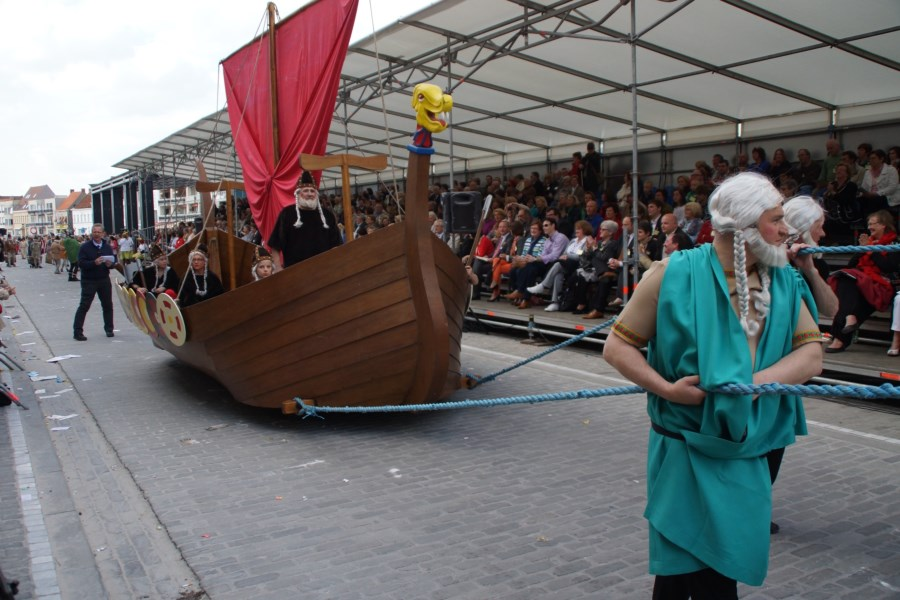
De Noormannen
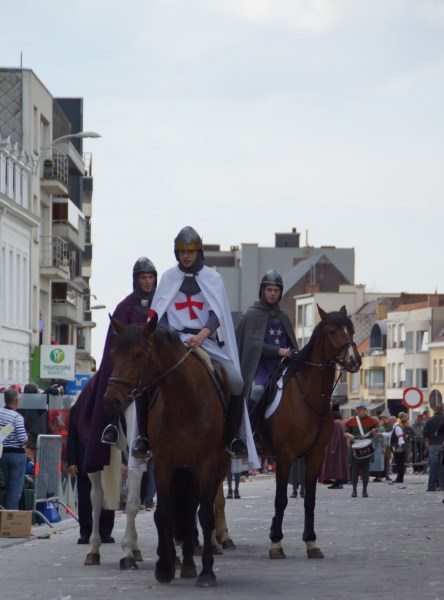
De Heilige Poppo
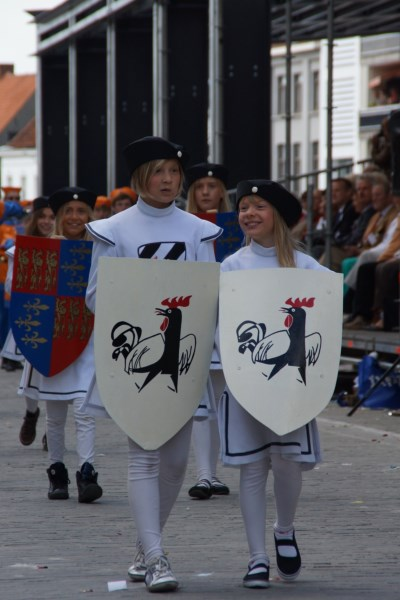
Wapenschild
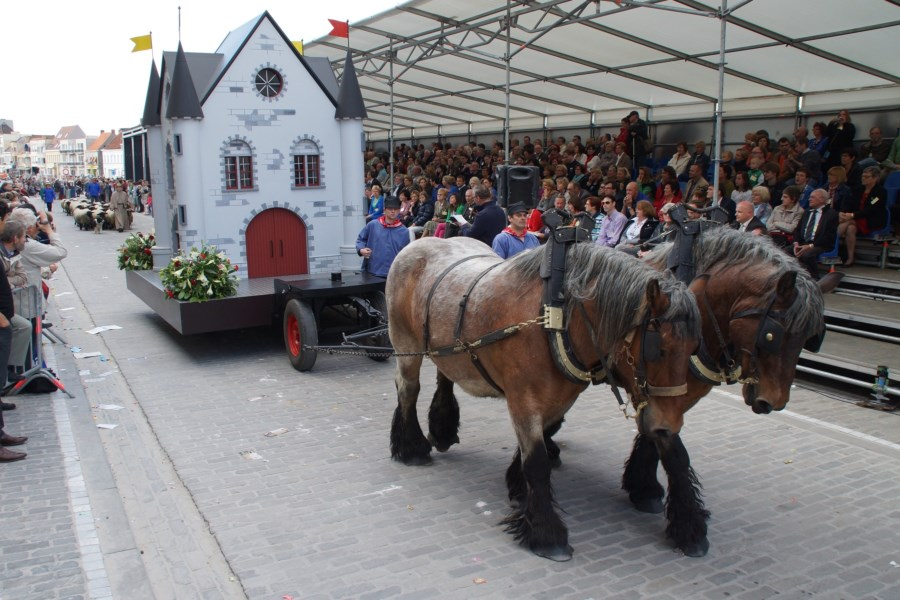
Stadshal
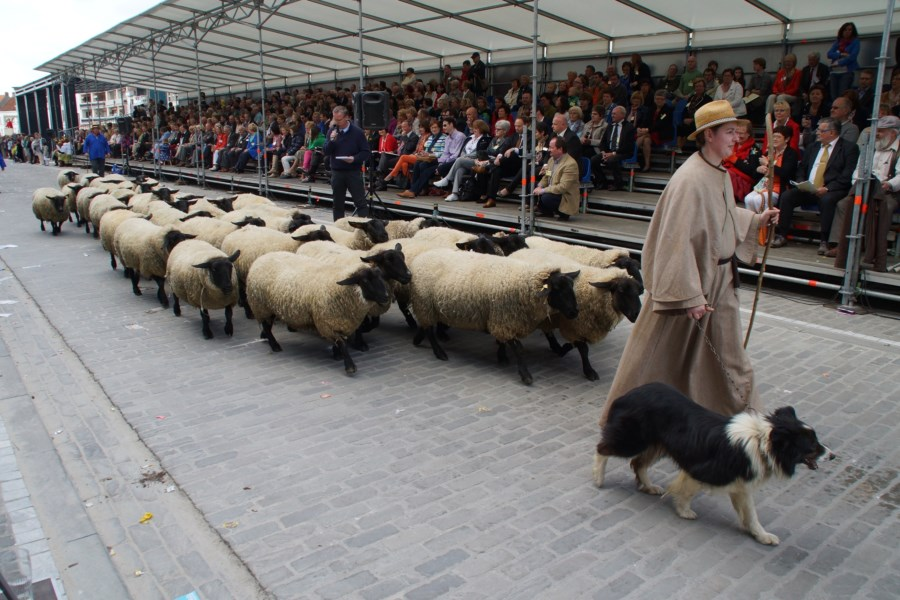
Schapenkudde
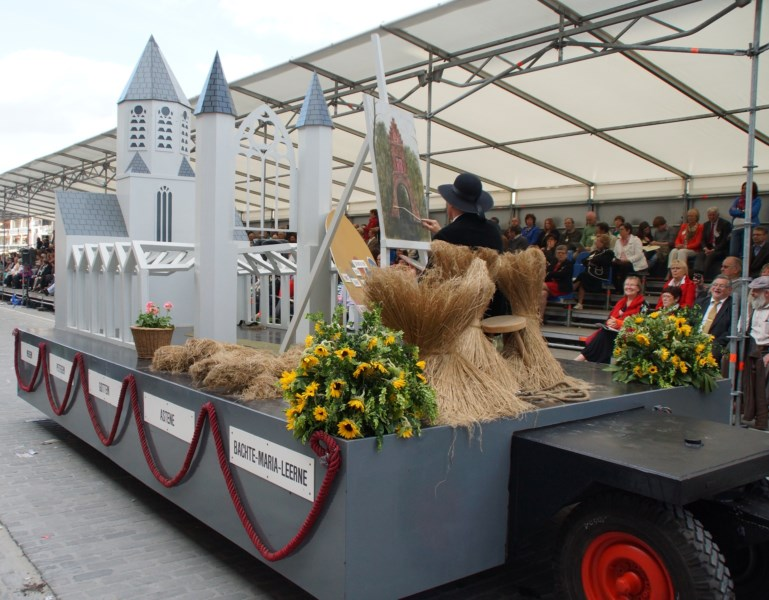
Praalwagen met alle deelgemeenten

### Deinze "in den tijd"
Tijdens dit onderdeel wordt teruggeblikt naar hoe de mensen in Deinze leefden "in den tijd". We zien traditionele klederdracht en enkele vaste waarden terugkeren, onder meer de fanfare van de brandweer, gevolgd door een beroemde en beruchte authentieke brandweerpomp, bestuurd door echte brandweermannen. Vele, zo niet alle toeschouwers, hebben reeds enkele druppels opgevangen van de nog steeds werkende pomp.
De Leurders, ook wel bekend als de kleine handelslaars van Deinze, delen, met veel geroep en in typisch dialect, hun koopwaren uit aan te toeschouwers. Zowel vis, aardappelen, groeten, fruit en eieren worden gewillig aanvaard. Zij worden gevolgd door de bierbrouwerijen en jeneverstokerijen. Authentieke vaten die worden voorgetrokken, gevolgd door paard en kar met bier- en jenevervaten.

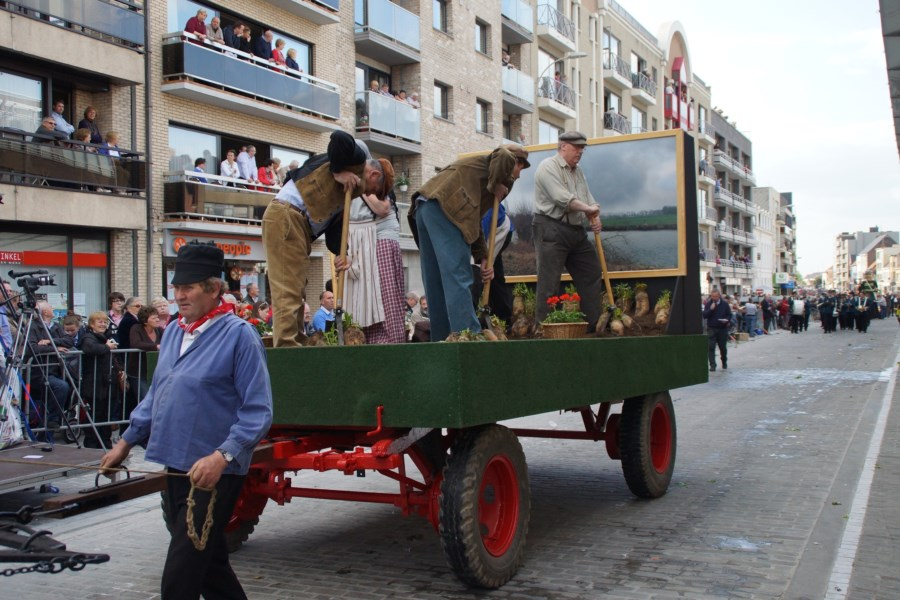

Bekende speelgoedfabrikant Torck bevestigde in de stoet hun eer en faam met enkele gerestaureerde stukken. Rokersclubs en de tabaksfabriek van Deinze, het traditionele molenaarsambacht met aansluitend dansfeest, en een levende versie van de Bietenoogst geschilderd door Emiel Claus volgden elkaar verder op.
De editie van 2012 was speciaal daar ze tijdens dit onderdeel van de stoet een nieuw fragment hadden, namelijk Lucien Buysse. Niet enkel de reus, maar ook hijzelf als persoon werd tijdens dit onderdeel geëerd. Ook bij de daaropvolgende stoet werd dit eerbetoon gehouden.
Na het typische tafereel van de Deinse school, onderwezen door de nonnen, volgen de twee oudste reuzen van Deinze: Arend Drubbel en Machteld Donza.

### Canteclaer, de kip in woord en beeld
Tijdens dit laatste onderdeel komen verhalen, spreuken en gezegden naar voor met in de hoofdrol de kip. Een vrolijke kippenfanfare, geen echte kippen maar mensen verkleed als kippen, opent dit segment van de stoet.
De begrafenisstoet van Coppe is een van de hoofdacts uit dit onderdeel. Coppe werd dan ook als vijfde reuzenkind gedoopt in Deinze.
Enkele gezegdes en spreken die worden uitgebeeld: 'De kip met de gouden eieren', 'Wei was eerst, de kip of het ei?', 'We voelen ons kiplekker',... Tussendoor wordt dit onderdeel opgeleukt door verschillende fanfares, dansgroepen en Krieltje Kakelkont en afgesloten met de praalwagen van de kip Canteclaer.
De stoet eindigt met de praalwagen waar prins en prinses Canteclaer samen het volk toejuichen.

## Reuzen
Tot op heden zijn er maar liefst 11 reuzen ingeschreven in het bevolkingsregister van Deinze.
In 1954 werden voor het 800-jarig bestaan van de pluimveemarkt Arend Drubbel en Machteld Donza in het leven geroepen. Arend Drubbel staat in Deinze bekend als diegene die tijdens de Guldensporenslag in 1302 de Deinse militie aanvoerde op de Kortrijkse Groeningekouter. Machteld Donza is de vrouw van Arend Drubbel. De naam Donza is afkomstig van de oude stadsnaam van Deinze, namelijk Donsa of Dunsa.
Pas later, toen de eerste keer de Stoet van Canteclaer uitging in 1962, werden 2 nieuwe reuzen geboren. Het ging om Canteclaer, de haan, en Roede, zijn echtgenote. Het zijn beide figuren uit het epos van Reynaerde De Vos. Samen kregen zij maar liefst 15 nakomelingen. Enkel Kraaiert, Cantaert, Pinte en Sproete werden in Deinze tot reuzenkinderen omgedoopt. De reuzenkinderen zijn opvallend kleiner dan de andere reuzen.
In 1990 volgt nog een dochter van Canteclaer en Roede, namelijk Coppe. Coppe is een van de zeven dochters die de aanval van Reynaerde De Vos niet overleefden. Haar naam is dan ook afkomstig van dit vreselijke drama waarbij Reynaerde De Vos haar kop afbeet. Coppe staat symbool voor de dode kip die wekelijks in gigantische hoeveelheden verhandeld wordt op de Deinse kippenmarkten. Vandaar ook het motto: "De kip is dood, leve de kip!", want de kip is in al haar vormen en maten het hoofdvoorwerp van de vieringen van Deinze als pluimveestad.
Elf jaar geleden, in 2007, maakten de Deinzenaren kennis met Krieltje Kakelkont. Krieltje is de kleinste reus van het gezelschap en staat bekend als een ondeugend en speels kuiken. Hij werd bedacht door Marc de Bel, die hem in een gelijknamig boek verwerkte.
De laatste reus die tot nu toe het gezelschap mocht vervoegen is Lucien Buysse. In 2012 kreeg de alom bekende Deinzenaar, als eerbetoon, een eigen reus.
Voor de stoet van 2017 werden de negen oudste reuzen in een nieuwe outfit gestoken. Ook werd tijdens deze stoet vermeld dat er enkele nieuwe reuzen op komst zijn, maar daarover is voorlopig geen nieuws meer.

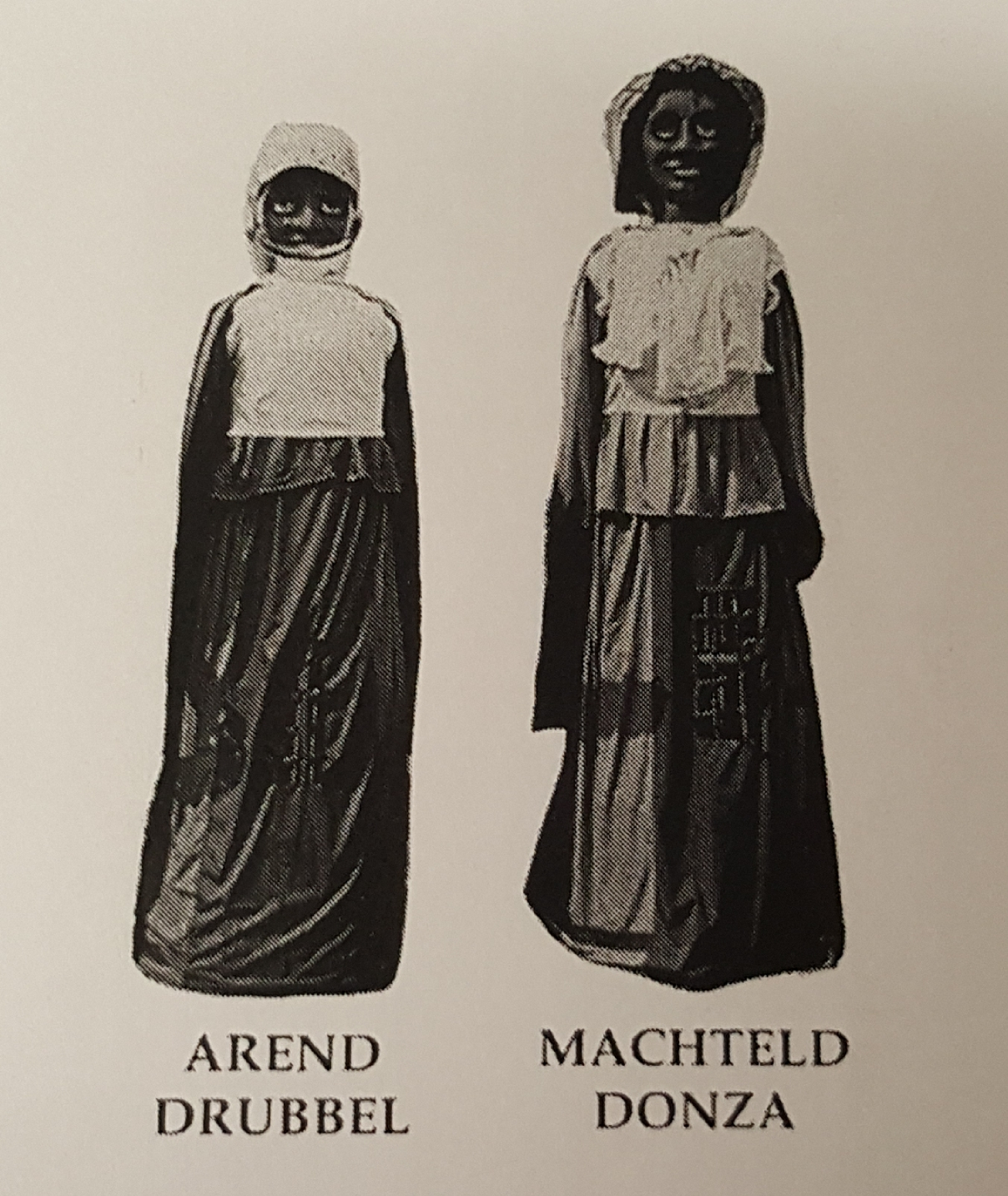
Het reuzenkoppel Arend Drubbel en Machteld Donza
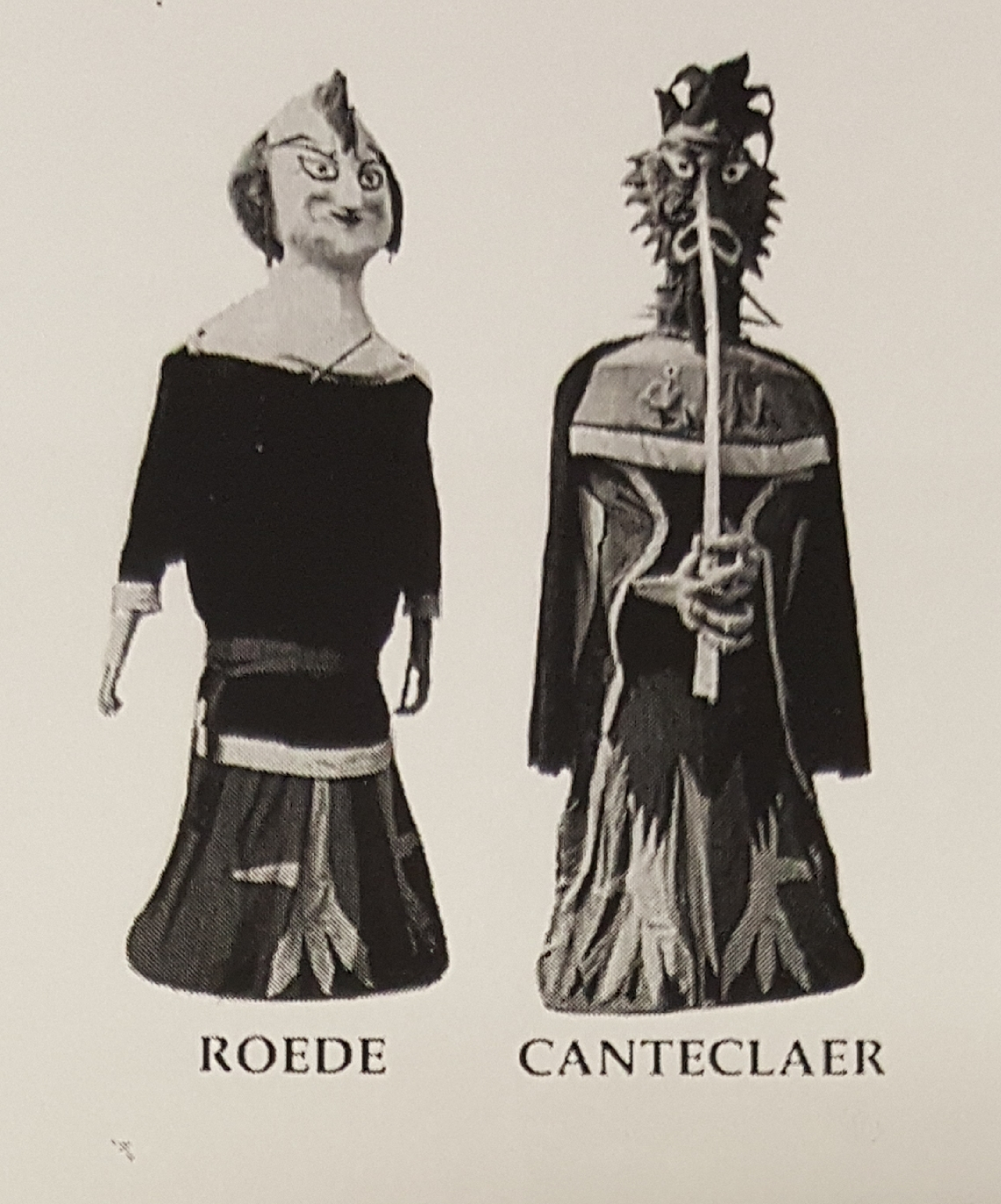
Het reuzenkoppel Roede en Canteclaer
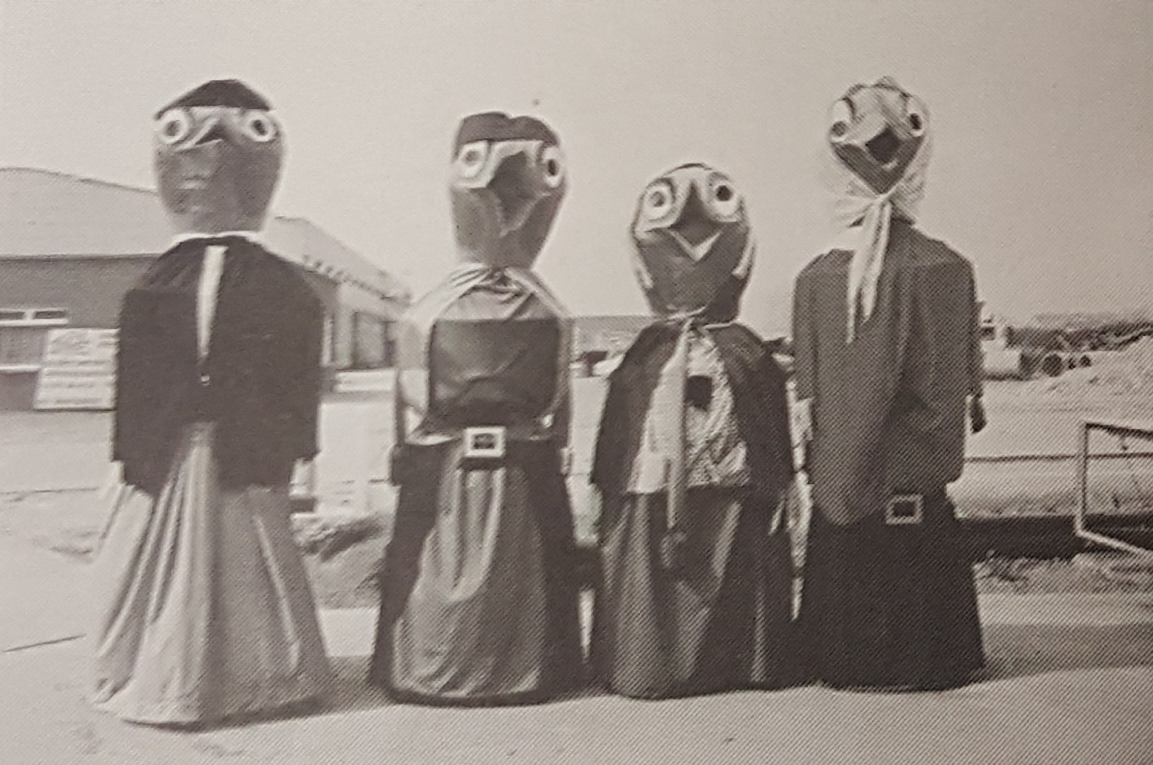
De reuzenkinderen: Kraaiert, Cantaert, Sproete en Pinte
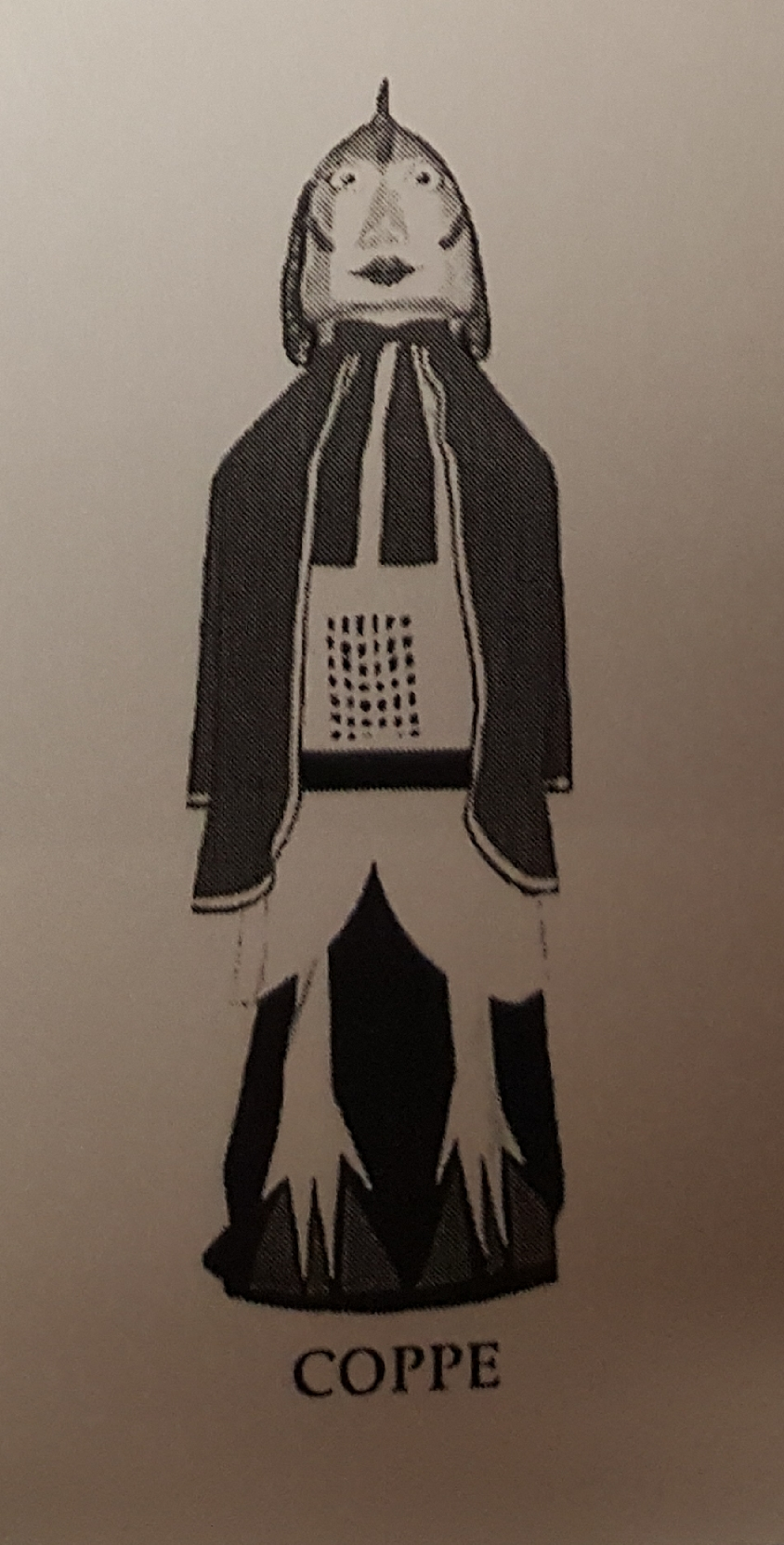
Coppe
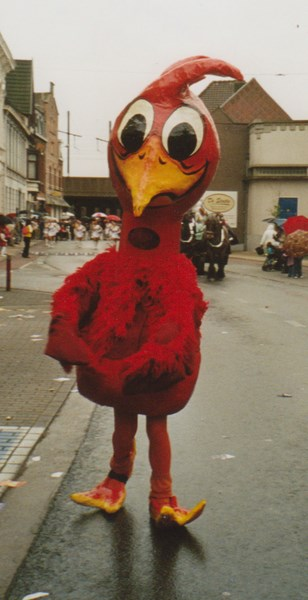
Krieltje Kakelkont
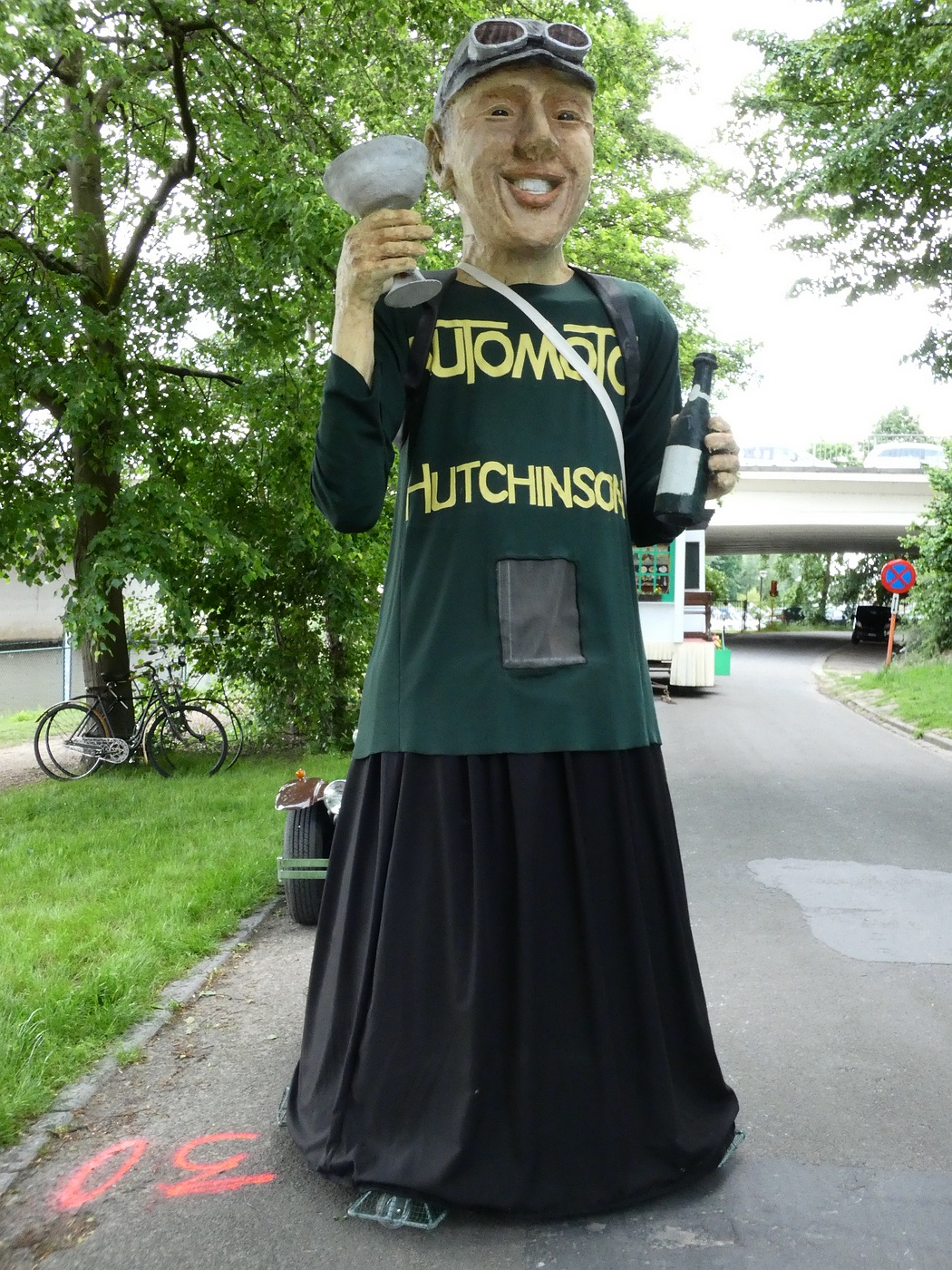
Lucien Buysse

## Verkiezing prins en prinses Canteclaer
Al sinds de eerste Stoet van Canteclaer wordt Deinze reeds een maand op voorhand warm gemaakt voor wat komen zal. Elke editie worden er namelijk tijdens een heuse verkiezingsshow een prins en prinses (pas sinds 1965) verkozen die Deinze vertegenwoordigen als ambassadeur van het pluimvee. Samen zullen zij de komende jaren naar voor komen op officiële evenementen van de stad Deinze alsook bij buurgemeenten (o.a. Kruishoutem, Stad van het ei).
De Stoet van Canteclaer zelf wordt afgesloten met een praalwagen waarop prins Canteclaer en prinses Canteclaer in de schijnwerpers worden gezet. Naar aloude traditie gebeurt dit ook in traditionele kledij en zal prinses Canteclaer voorzien worden van een prachtige pruik.
Hieronder een oplijsting van de prinsen en prinsessen van alle voorgaande edities.
| Jaartal | prins Canteclaer       | prinses Canteclaer       |
| ------- | ---------------------- | ------------------------ |
| 1962    | Michel Vermaercke      | nvt                      |
| 1963    | André Van Der Vloedt   | nvt                      |
| 1964    | Marc De Buck           | nvt                      |
| 1965    | Eric De Boever         | Ginette Filliers         |
| 1966    | Johan Van Heddegem     | Laura De Mey             |
| 1967    | Norbert Beelaert       | Jeanine Derweduwen       |
| 1968    | Roger De Wilde         | Mariette Bouquet         |
| 1969    | Johnny De Volder       | Rosy Mannens             |
| 1970    | Antoon Decraene        | Claudine De Smet         |
| 1971    | André Voet             | Denise Vertriest         |
| 1972    | Tony De Smet           | Rosa Van de Weghe        |
| 1975    | Lowie Tony             | Darline Raes             |
| 1978    | Johan Maes             | Mia Moosen               |
| 1981    | Regy Soreyn            | Darline De Boever        |
| 1984    | Filip Van Nieuwenhuyze | Marleen Tytgat           |
| 1987    | Johan De Graeve        | Iris Buyse               |
| 1990    | Kris Vereecken         | Niki Robeyn              |
| 1993    | Dominique Simoens      | Roosje Van Den Driessche |
| 1996    | Borke Van Belle        | Natasja De Schrijver     |
| 1999    | Tom Van Nieuwenhuyze   | Isabelle Desmeytere      |
| 2002    | Tom Van den Abeele     | Elien Goetgeluk          |
| 2007    | Tim Peeters            | Kim Van Heirzeele        |
| 2012    | Ben Bouvijn            | Tess Minnens             |
| 2017    | Amaury Wullaert        | Tamara Peeters           |
| 2022    | Bram Lootens           | Lisa De Schepper         |

## Archieffoto's feesteditie 1987

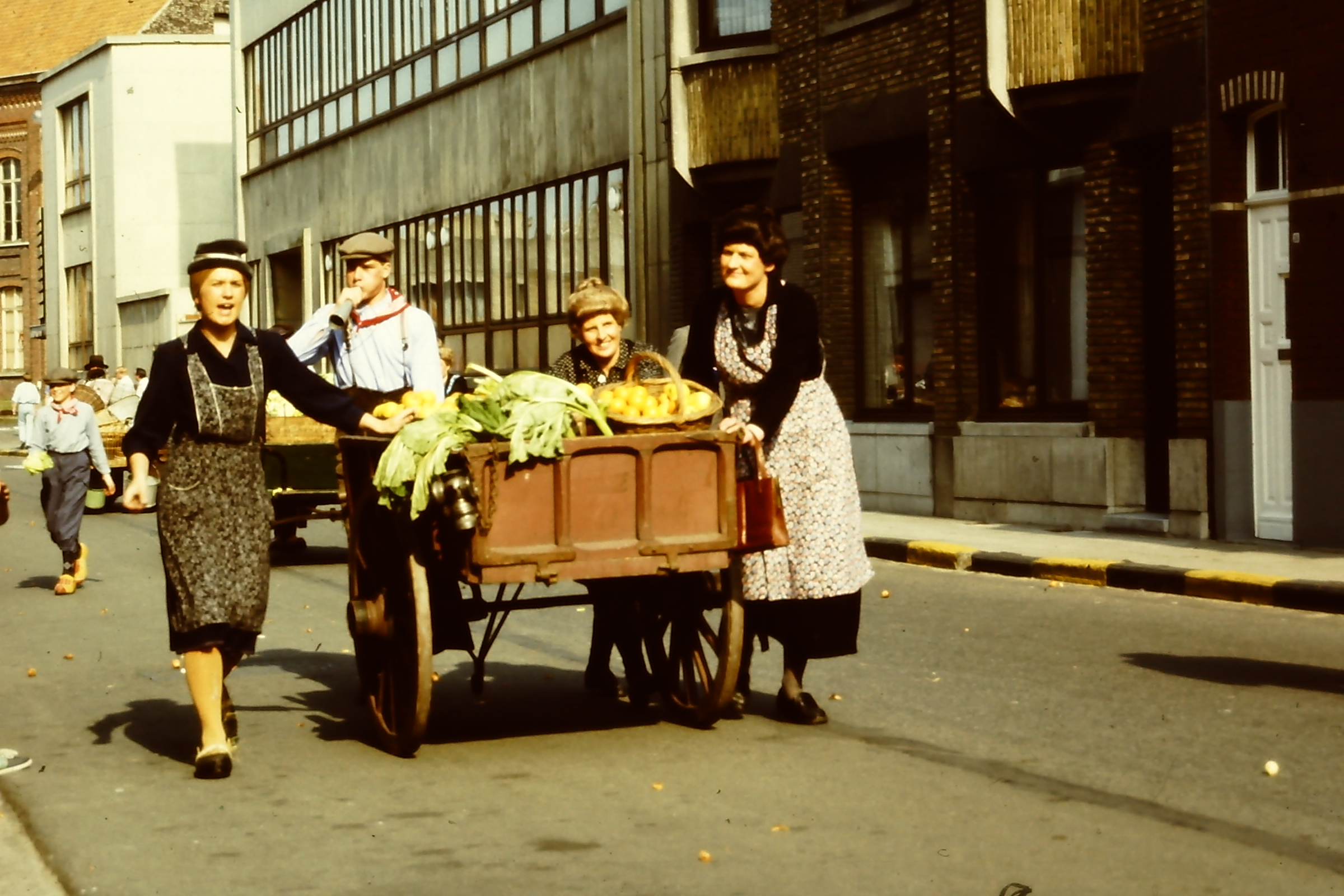
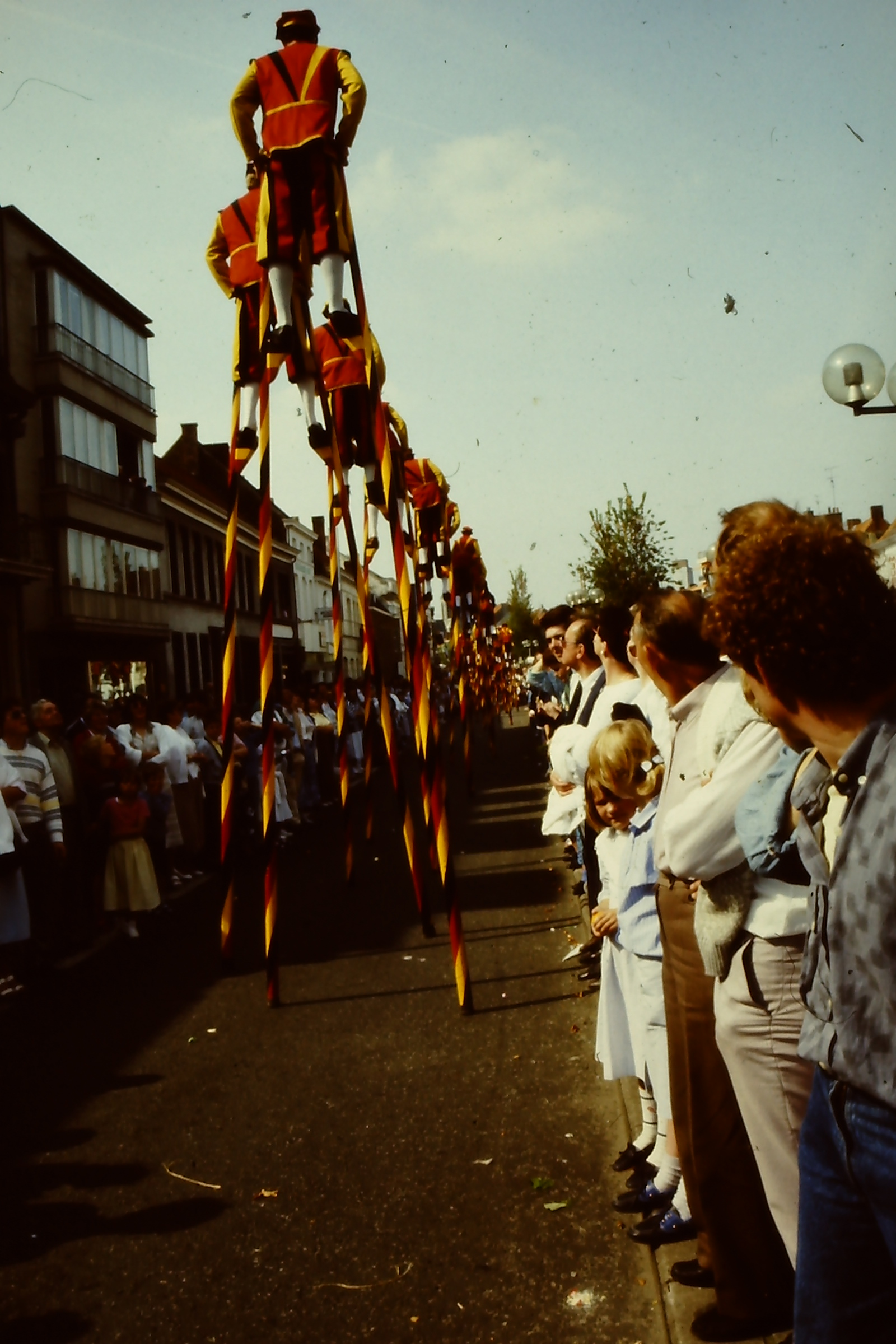
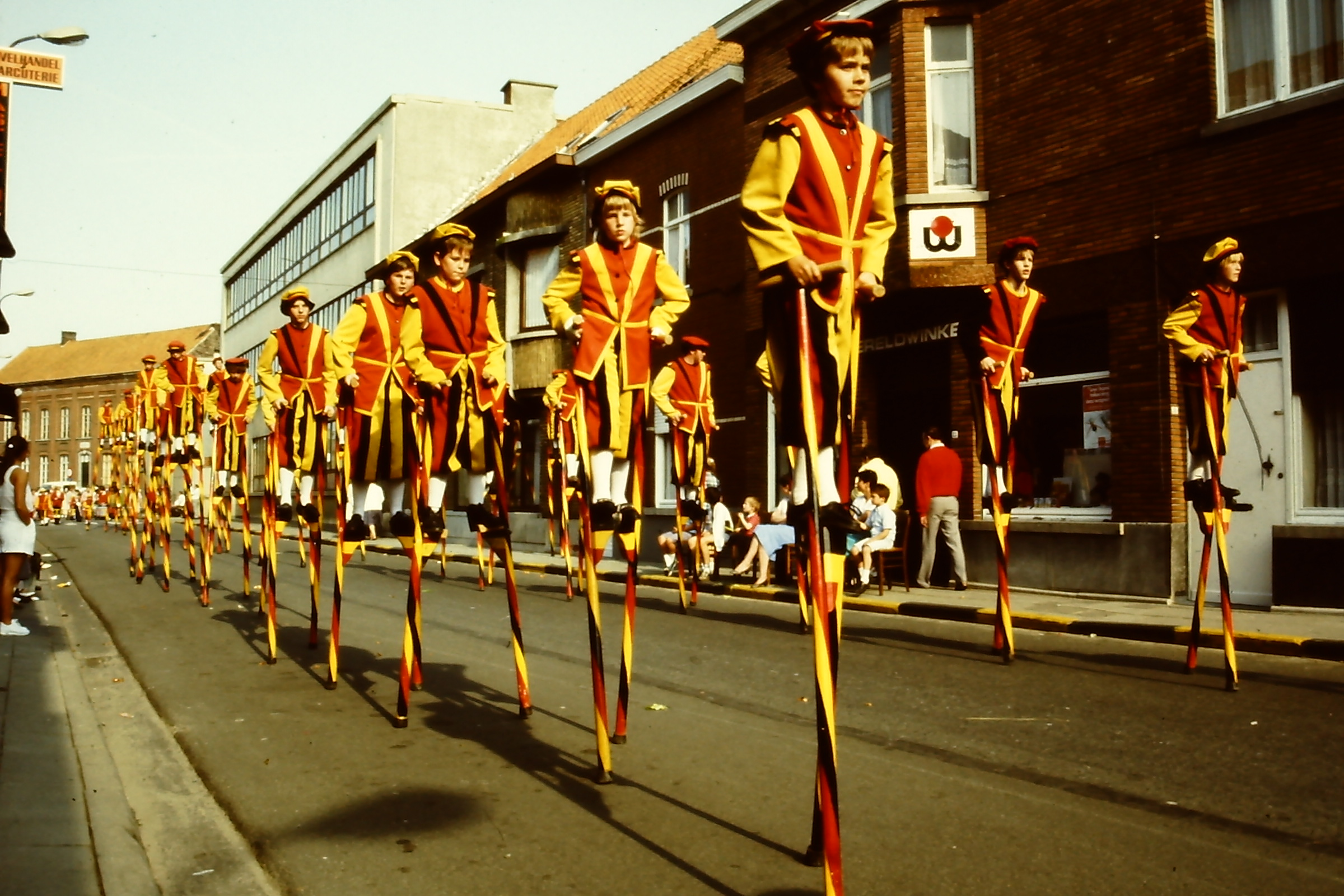
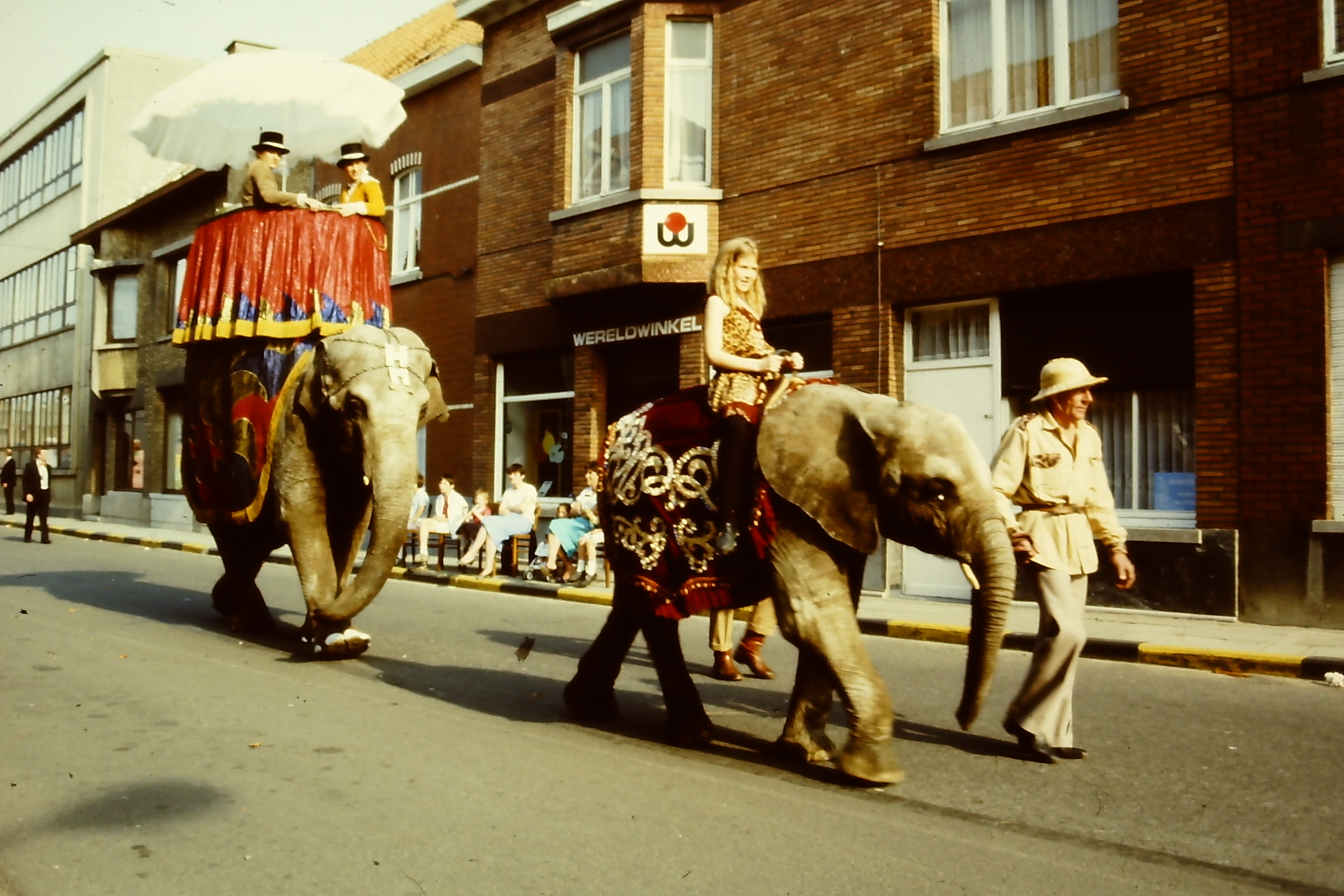
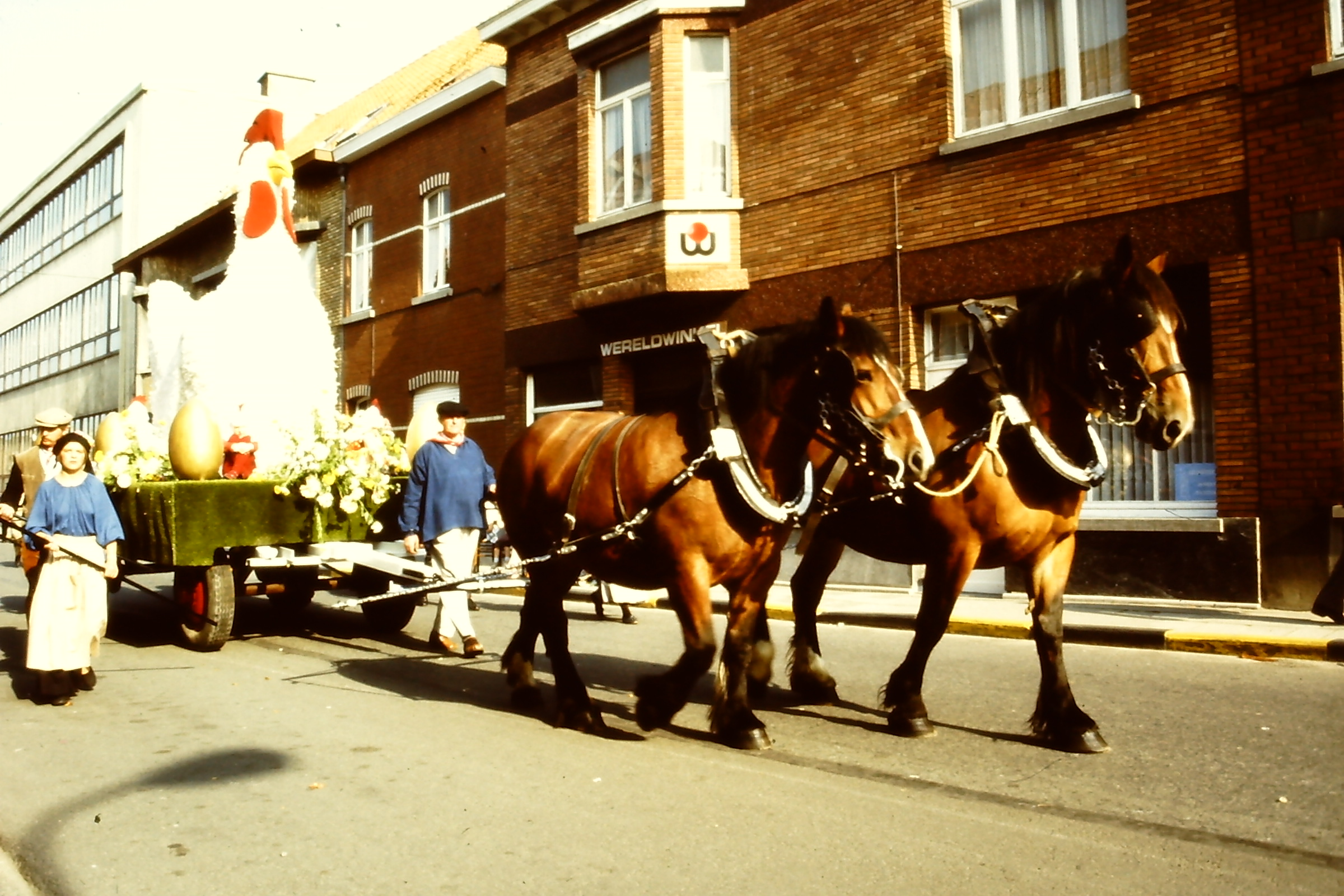
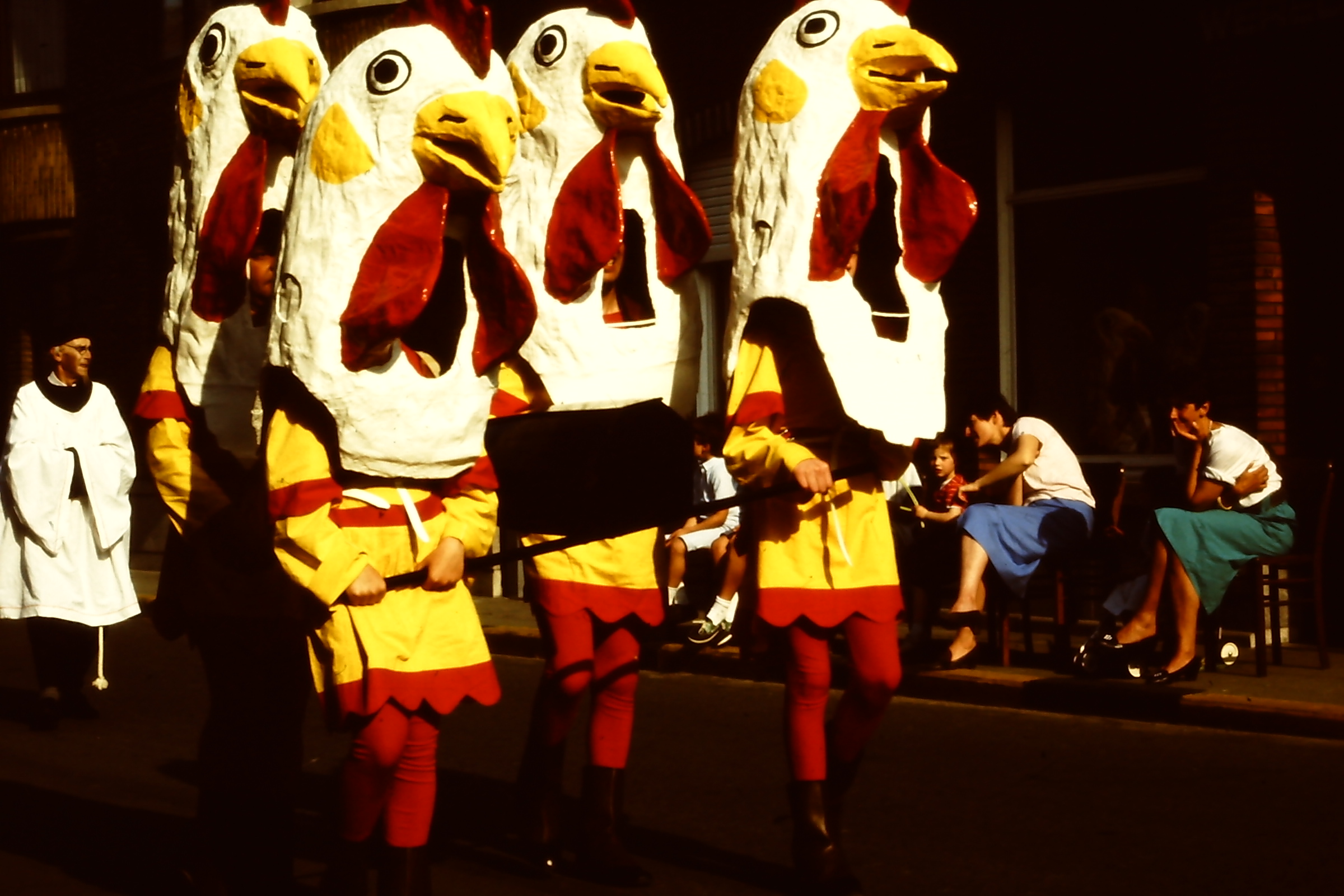
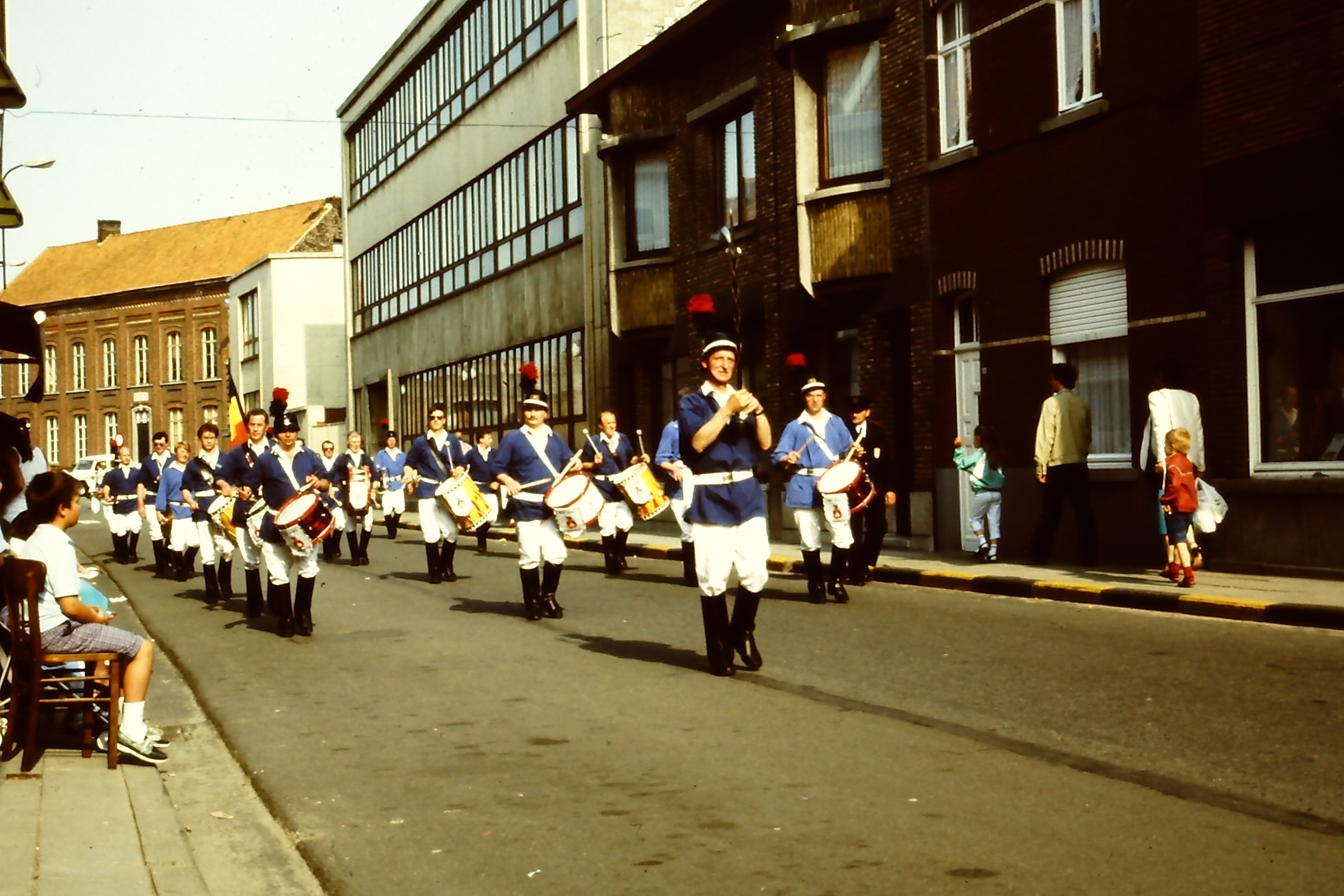
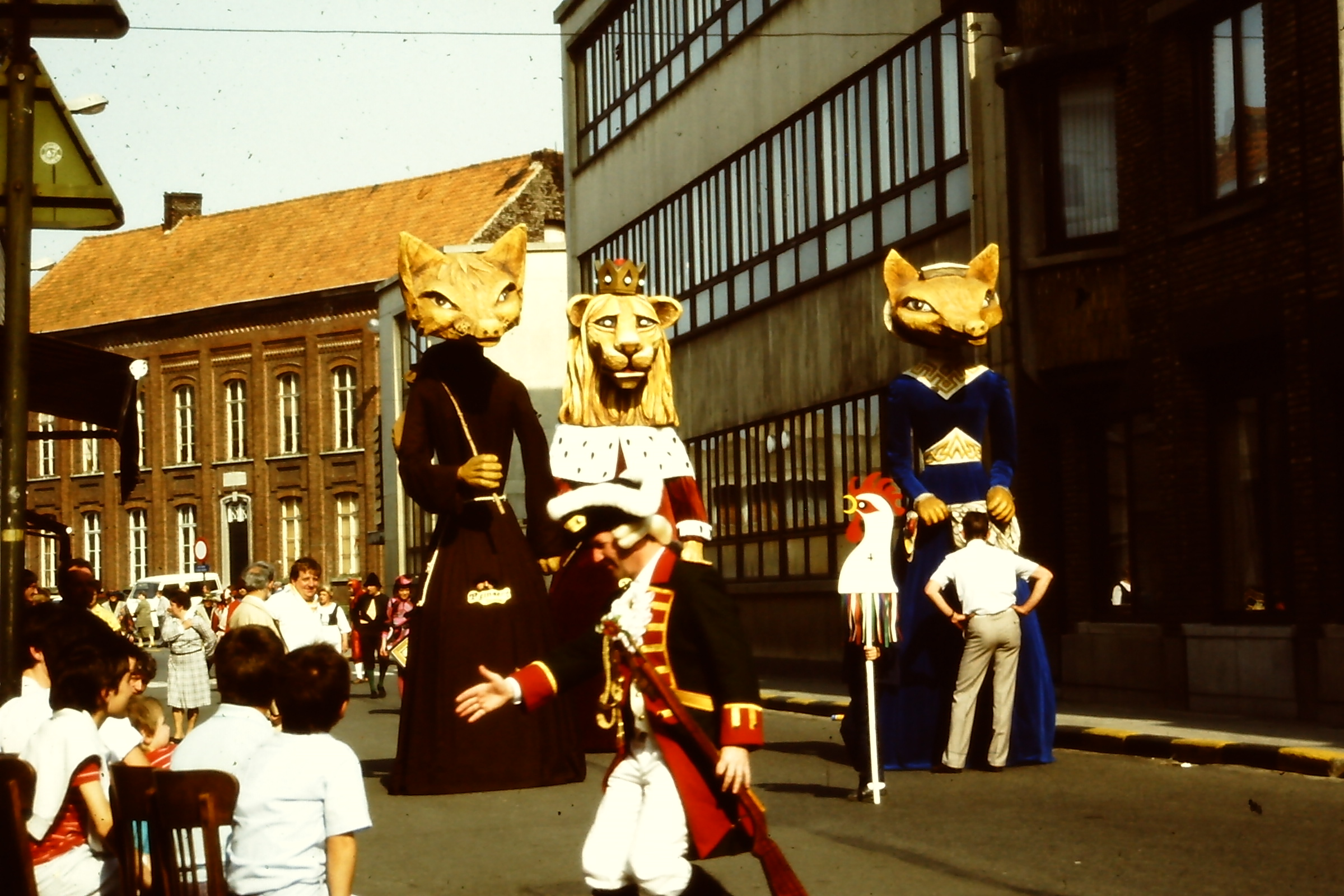
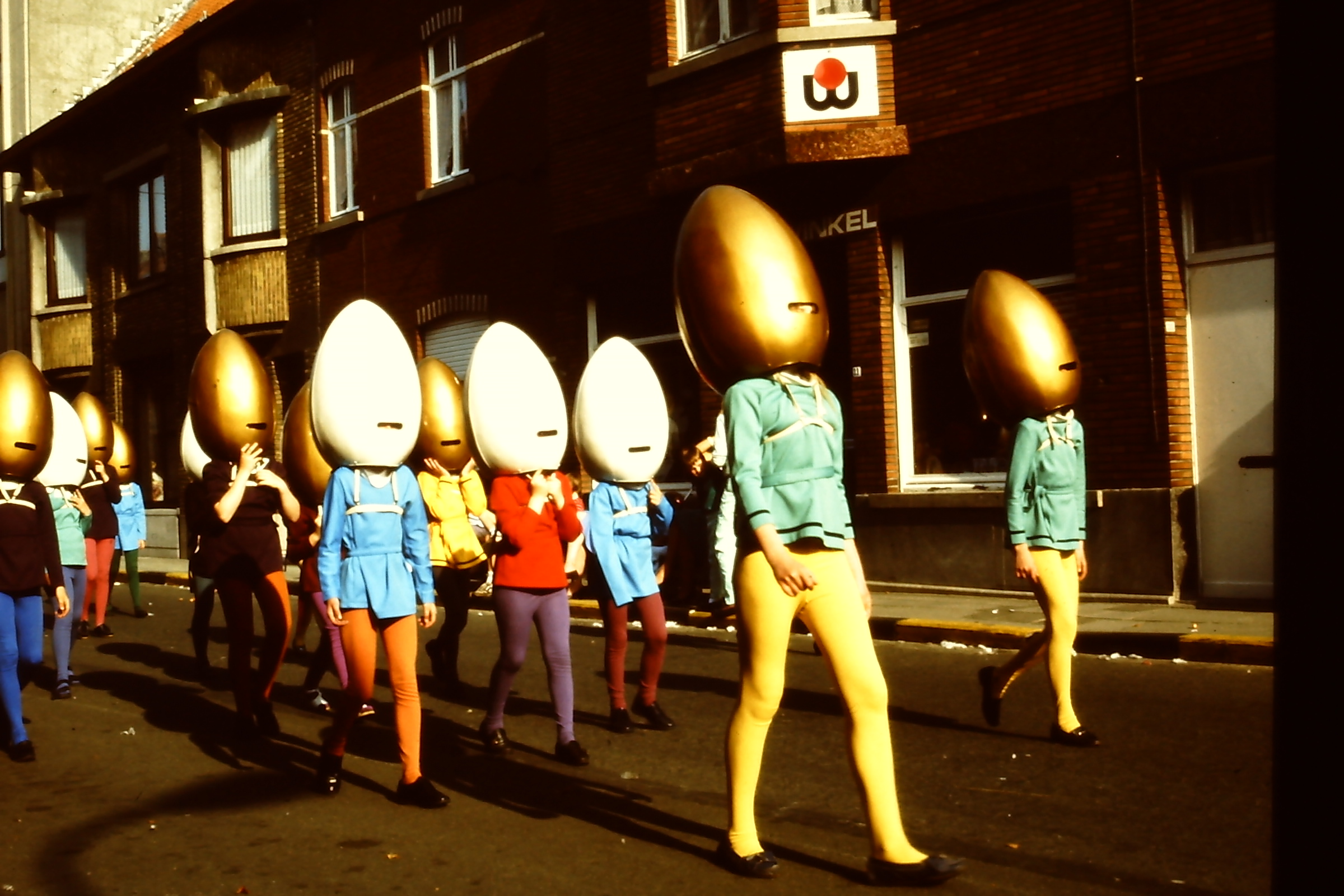
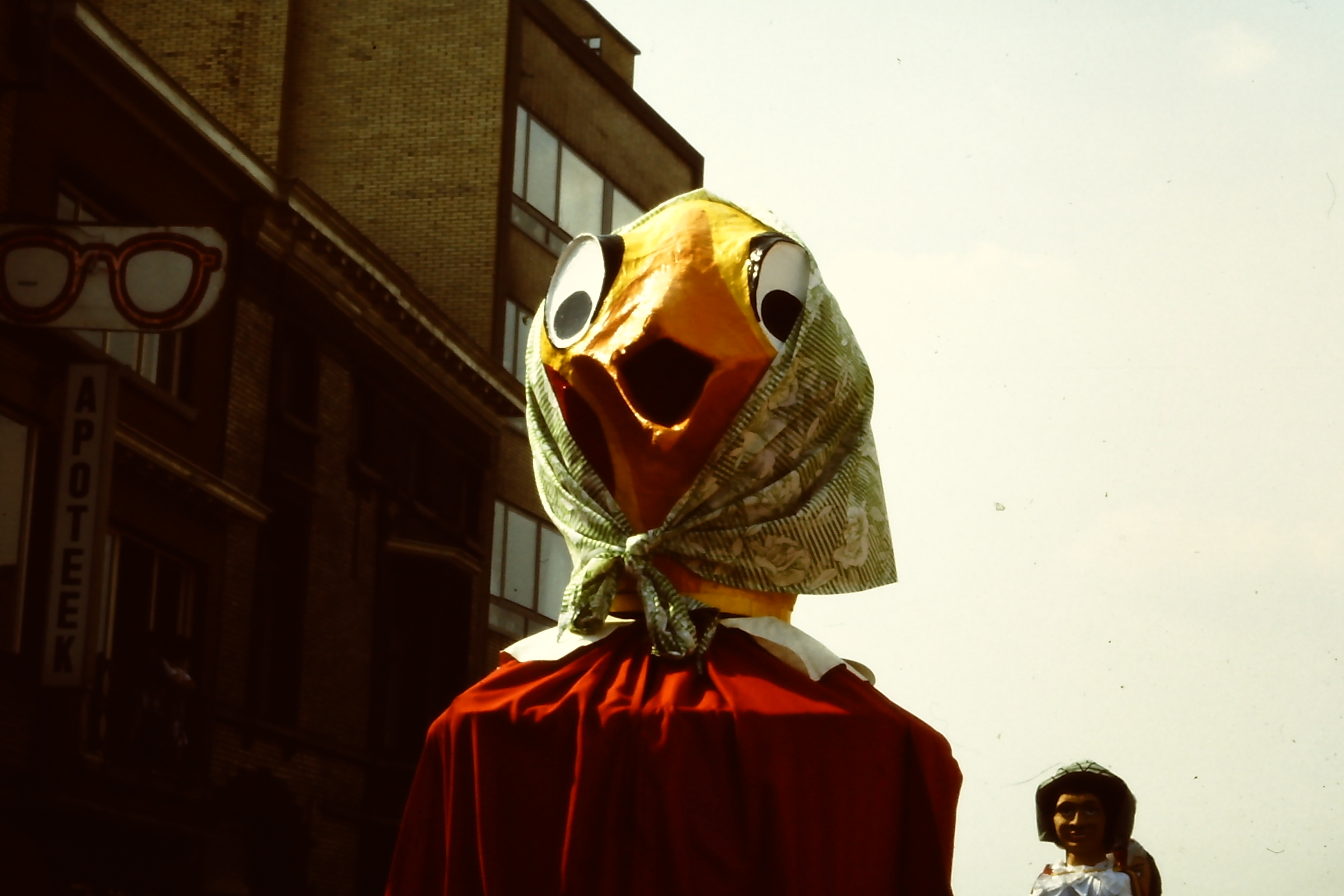
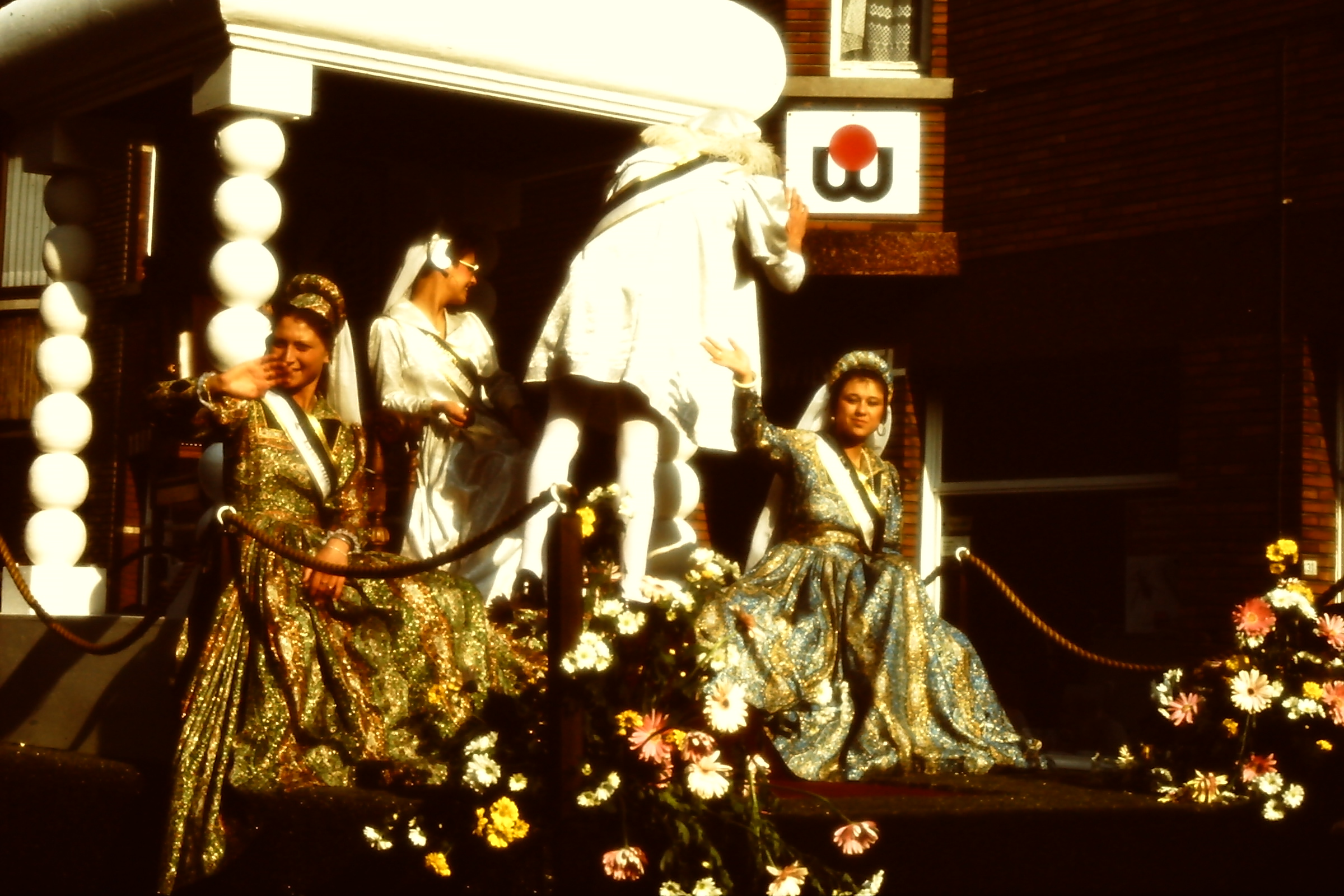

## Archieffoto's 1993

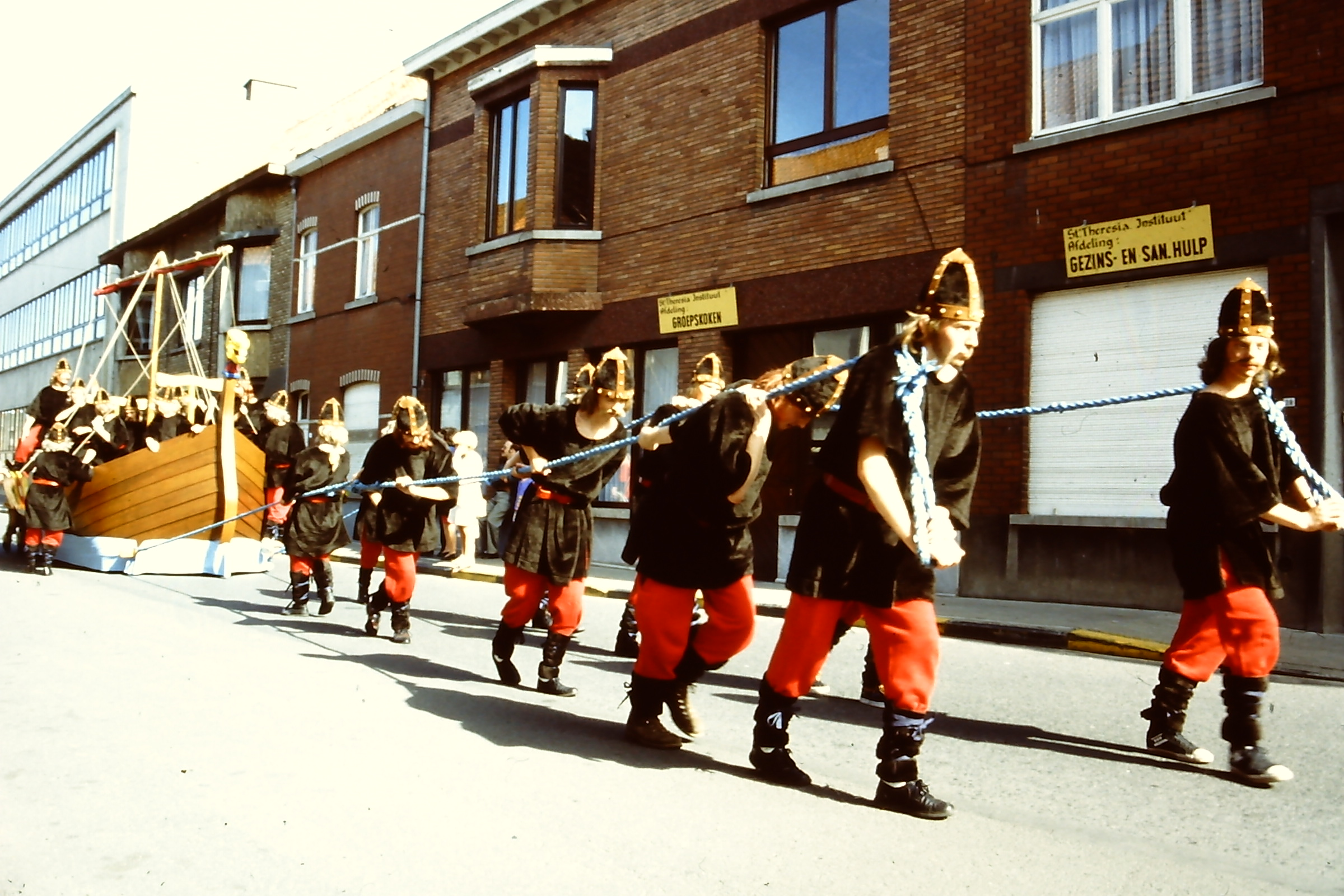
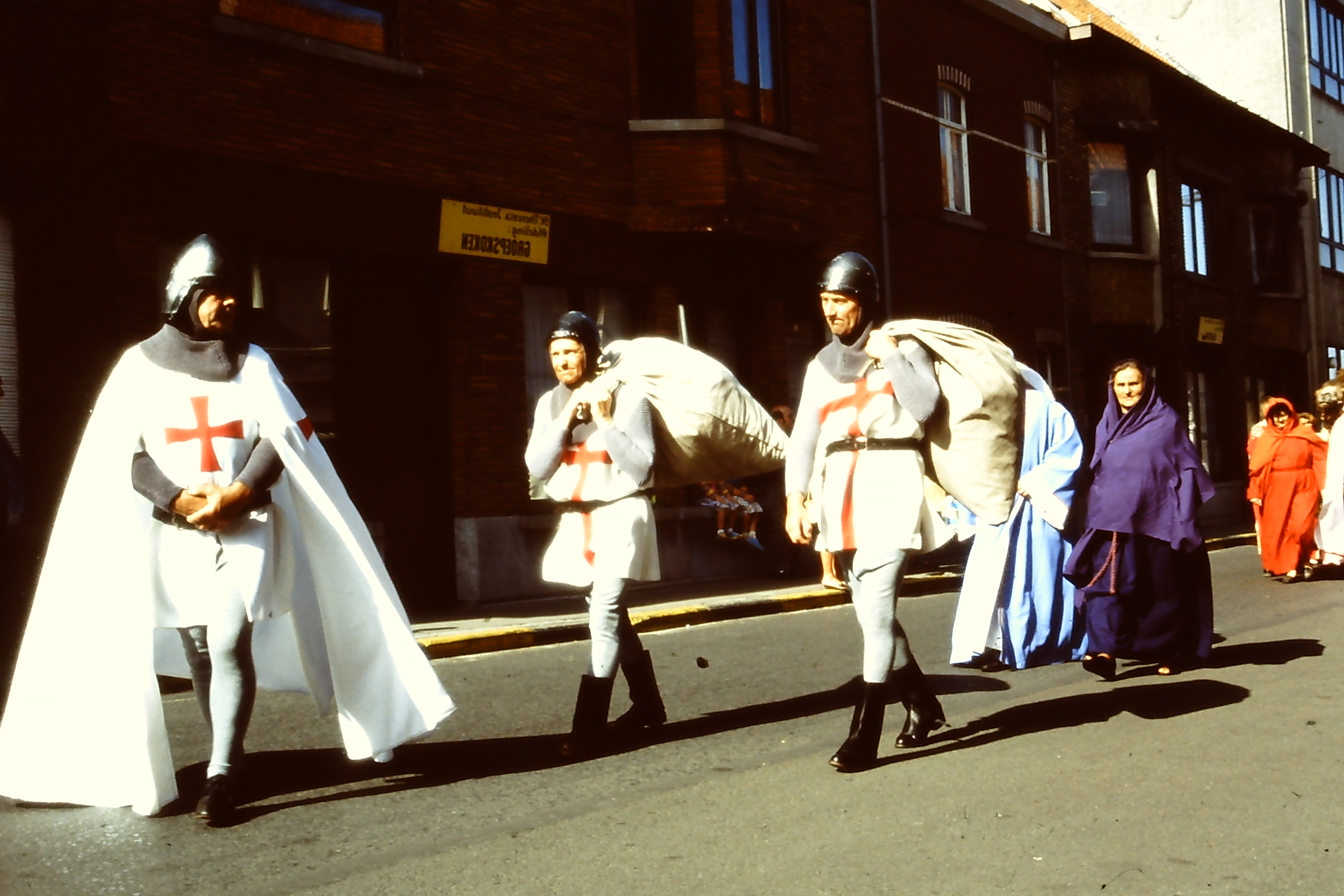
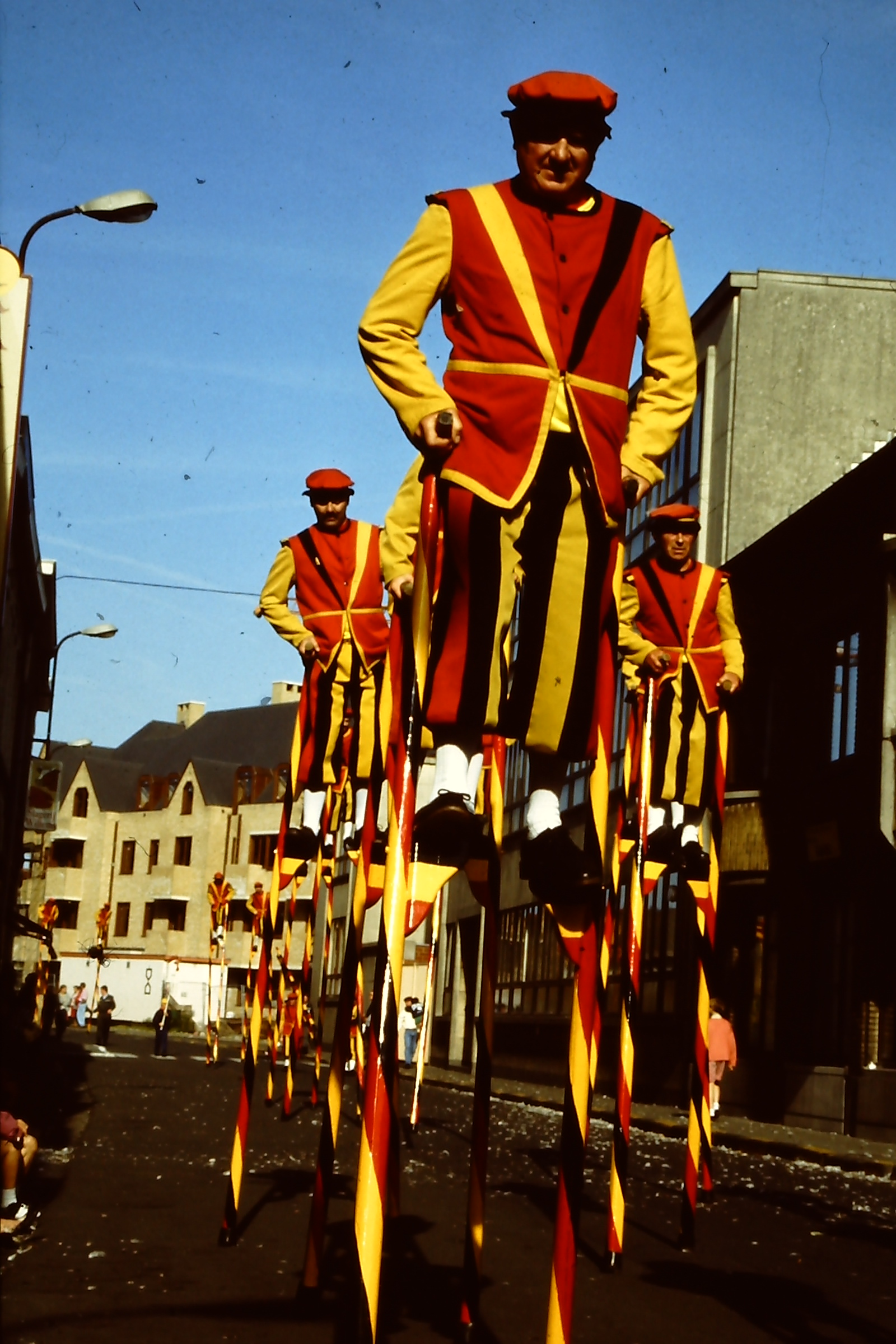
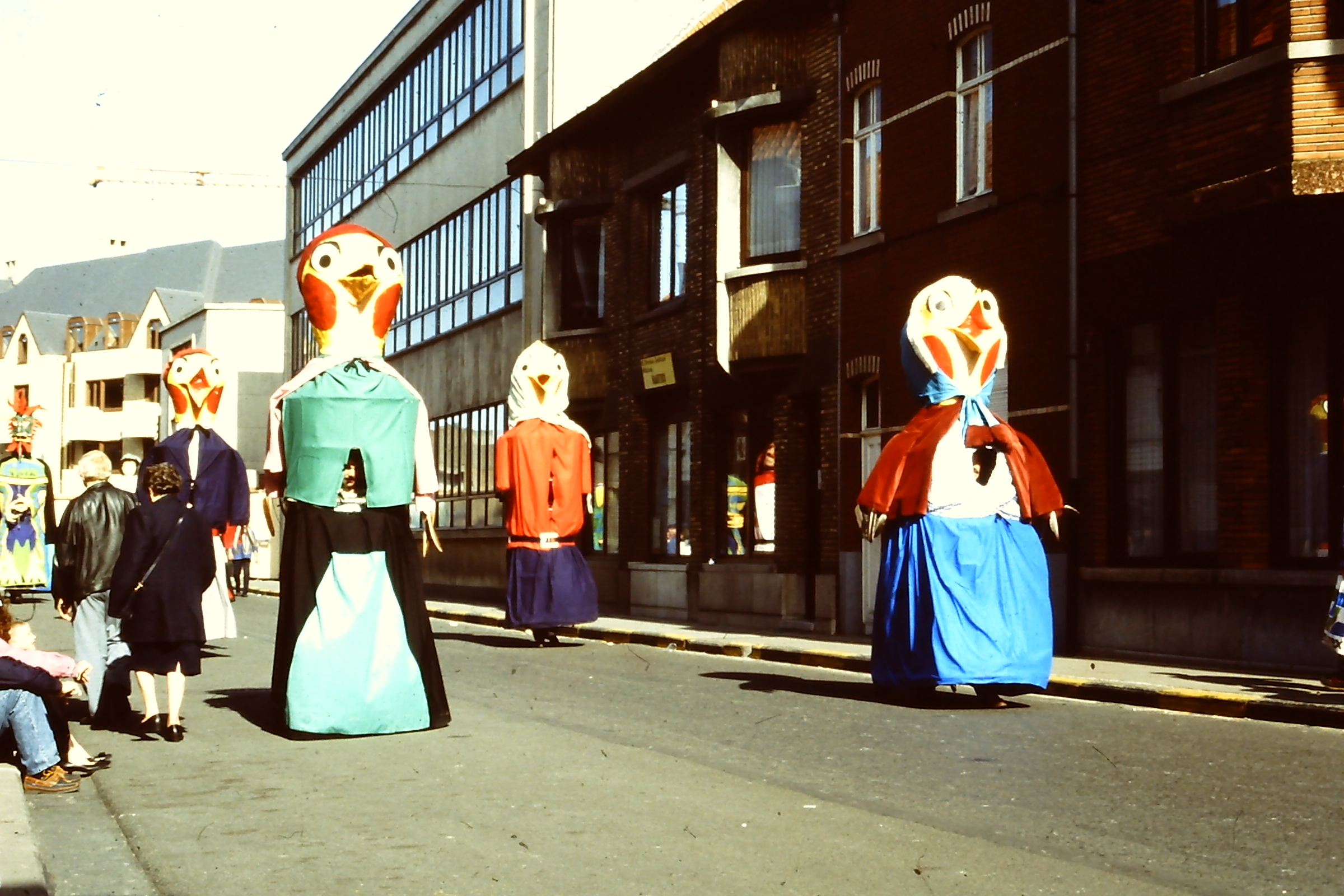